# 巴斯德消毒法
巴斯德殺菌法（英語：Pasteurization），也稱為巴氏殺菌法、低溫殺菌法，是一種食物保存方法，由法國生物學家路易·巴斯德於1864年發明。原理是用低於100°C的短暫加熱，進行消毒，以殺死液體中的微生物，使食物在不變質的狀況下延長保存時間。確切溫度和時間依照液體的種類和它所含的微生物的性質而不同，一般介於70~90°C之間。現在主要用於牛奶、葡萄酒、啤酒、果汁等发酵產品。

## 历史
巴士德殺菌法起初用作處理釀造酒，很多年後才用於殺滅牛奶的微生物。
1857年，法国化学家与微生物学家路易‧巴斯德證明了啤酒變酸是由微生物引起。1864年夏季，巴斯德在阿爾布瓦發明了一种葡萄酒和啤酒的殺菌保存方法。他透过实验发现把新酒短暂加热到50—60 °C（122—140 °F）就足以杀死酒中的微生物，长期保存也不会变酸，而且不牺牲酒的口味品质。这种方法以巴斯德的姓氏命名，称为「pasteurization」。

## 牛奶殺菌

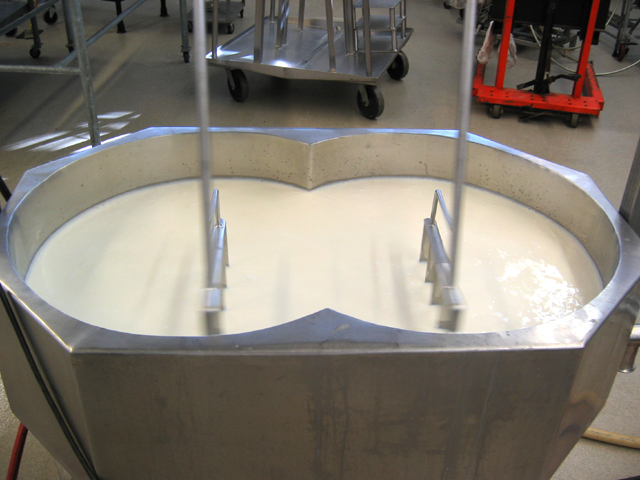
装有180Kg牛乳的奶酪桶

傳統用煮沸的方法來徹底殺菌，但這樣會使牛奶失去其風味，也會令牛奶中的蛋白質凝固和使牛奶中的維他命流失。
使用巴斯德殺菌法於牛奶時，以72-75°C的溫度将牛奶加热15~30秒，然後立刻冷卻到4-5°C。此法由於未煮沸，比較能保留牛奶的風味，但另一方面不煮沸就不能消除牛奶裡全部微生物，這溫度只是剛好把致病的細菌消除。由於仍然有部份細菌生存，巴斯德殺菌法殺菌的牛奶即使未開封，在室溫下一兩天後仍會變質，因此應冷藏。未開封置的牛奶於6-7°C可以保存6-10日。
另有兩種牛奶消毒法：超高溫消毒法（UHT）和高溫瞬間滅菌法。

## 註腳
1. ↑  Carlisle, Rodney P. . Hoboken, NJ: Wiley. 2004: 357  [2025-04-20]. ISBN 978-0-471-24410-3.
2. ↑  Hwang, Andy; Huang, Lihan. . CRC Press. 31 January 2009: 88  [19 April 2011]. ISBN 978-1-4200-6862-7. （原始内容存档于2013-06-02）.
3. 1 2  Vallery-Radot, René. . 2003-03-01: 113–114  [2013-07-16]. ISBN 9780766143524. （原始内容存档于2013-06-06）.